# Ivica Šarić
 Ovo je glavno značenje pojma Ivica Šarić. Za istoimenog pisca pogledajte Ivica Šarić (pisac).
Ivica Šarić (Kraljeva Sutjeska, 3. ožujka 1952.), hrv. bh. glazbeni umjetnik i državni dužnosnik. Ministar je kulture i športa u Vladi Sarajevske županije. Prvak je opere Narodnog kazališta u Sarajevu.

## Životopis
Rodio se u Kraljevoj Sutjesci, općina Kakanj u glazbenoj obitelji. Svi članovi obitelji bili su u nekoj svezi s glazbom. Svirali su glazbu ili popravljali glazbala, poput oca Augustina, djeda Davida, ujaka Juliusa. Pjevao je u svakoj prigodi. U Sarajevu je stekao srednju glazbenu naobrazbu. Diplomirao je solo pjevanje na Muzičkoj akademiji u klasi profesorice Brune Špiler. Od 1974. je godine stalnim članom Opere Narodnog kazališta u Sarajevu. Igrao je u manjim basovskim ulogama u većini opernih predstava, a danas mu operni repertoar obuhvaća više od pedeset uloga. Danas je prvak Sarajevske opere. Stalni je gost opera u Hrvatskoj (Zagreb, Split, Rijeka, Osijek), Sloveniji (Ljubljana, Maribor) i Makedoniji (Skoplje). Također je gostovao u Austriji, Belgiji, Francuskoj, Italiji, Kanadi, Mađarskoj, Njemačkoj Portugalu i Švicarskoj. Sudionik glazbenih festivala u Hrvatskoj i drugim državama: Dubrovačke ljetne igre, Pulsko glazbeno ljeto, Splitsko ljeto, Varaždinske barokne večeri, Zagrebački ljetni festival i tako dalje. U Italiji u Oderzu stalni je gost Ljetnog festivala. U zemlji i inozemstvu redovno nastupa na koncertima s brojnim filharmonijama. Snimio je i veliki broj zvučnih i video zapisa. Obnašao dužnost direktora Opere i baleta Narodnog kazališta u Sarajevu. Danas je ministar kulture i športa u Vladi Vrhbosanske županije.
2017. godine objavljena je monografija o Ivici Šariću "Ivica Šarić od Kraljeve Sutjeske do pozornica svijeta", autora Gradimira Gojera, povodom obilježavanja Šarićevih 35 godina djelovanja na sceni. Nakladnici monografije su Narodno kazalište Sarajevo, HKD Napredak i Matica hrvatska Mostar.

## Nagrade
- Dobitnik je Šestotravanjske nagrade grada Sarajeva 1992. godine.[2]
- Dobitnik nagrade Vladimir Ruždjak za ulogu Borisa Godunova u istoimenoj operi Musorgskog (HNK Zagreb) 2002. godine.[2]